# Crisia conferta
Crisia conferta är en mossdjursart som beskrevs av Busk 1875. Crisia conferta ingår i släktet Crisia och familjen Crisiidae. Inga underarter finns listade i Catalogue of Life.